# مارك درير
مارك درير (بالإنجليزية: Marc Stuart Dreier)‏ هو محامي أمريكي، ولد في 12 مايو 1950 في South Shore (Long Island) ‏.